# Lincoln Memorial

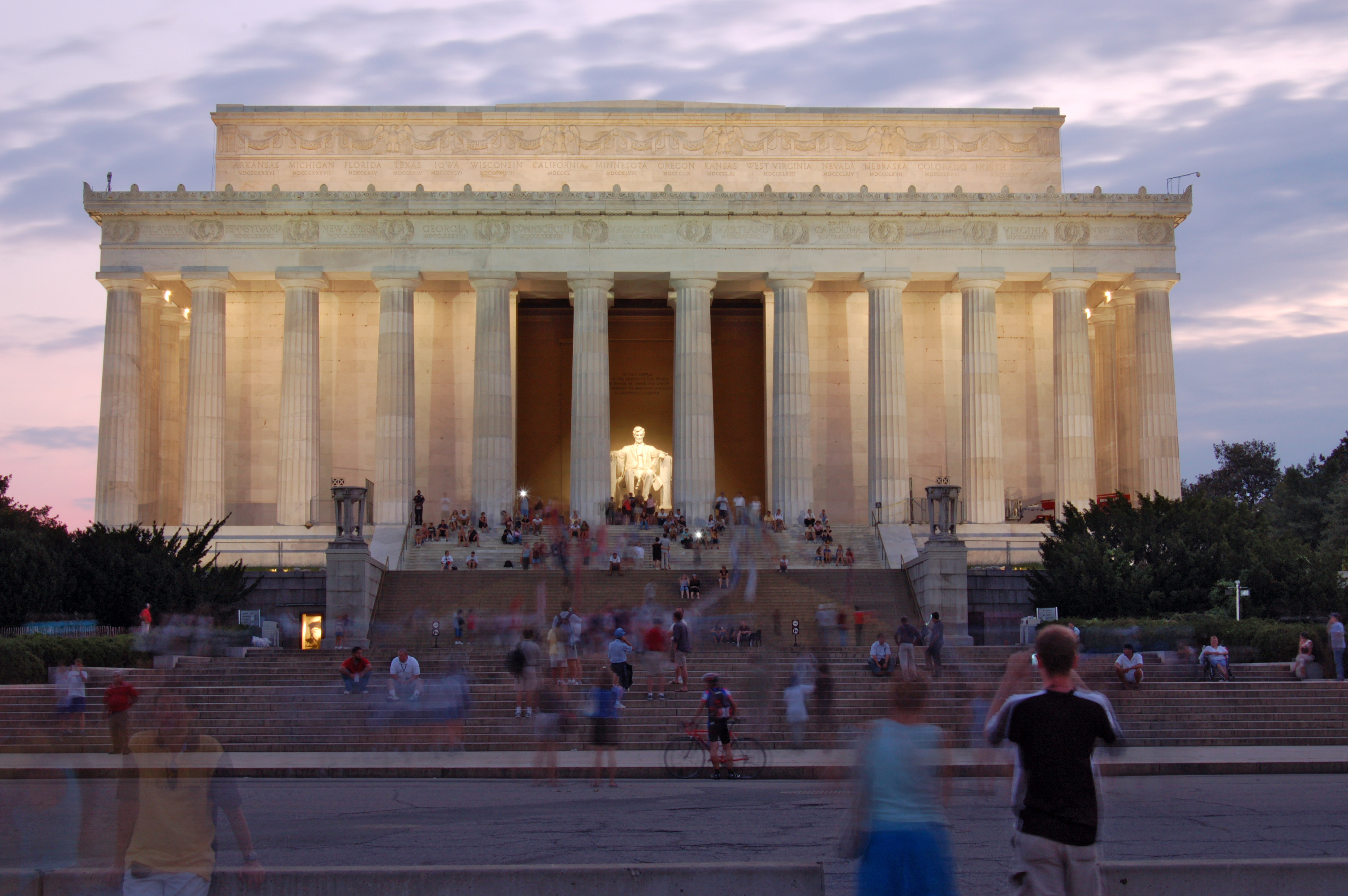
Prospetto principale e statua di Lincoln

Il Lincoln Memorial è un monumento costruito in onore di Abraham Lincoln, sedicesimo presidente degli Stati Uniti, e sorge nel National Mall di Washington.
L'edificio ha la forma di un tempio dorico e contiene l'enorme Abraham Lincoln, una statua raffigurante Abraham Lincoln seduto, oltre alla riproduzione del Discorso di Gettysburg e del 2° indirizzo inaugurale pronunciati dal presidente. 
Il progetto dell'edificio monumentale è dovuto all'architetto Henry Bacon; la statua di Lincoln invece fu realizzata dallo scultore Daniel Chester French, mentre il pittore e decoratore Jules Guerin si occupò della decorazione pittorica delle pareti. Il monumento a Lincoln è stata la sede di numerosi discorsi storici, incluso quello di Martin Luther King che cominciava con le parole I have a dream e che fu pronunciato il 28 agosto 1963, durante un raduno alla fine della Marcia su Washington per il lavoro e la libertà.
Come altri monumenti del National Mall, inclusi gli adiacenti monumenti ai caduti nel Vietnam e in Corea, il Lincoln Memorial è amministrato dal National Park Service tramite la sezione National Mall and Memorial Parks ed è stato ricompreso nel National Register of Historic Places (Registro nazionale dei luoghi storici) fin dal 15 ottobre 1966. Il monumento è aperto al pubblico ventiquattro ore al giorno.

## Progettazione e costruzione
La Lincoln Monument Association fu costituita dal Congresso degli Stati Uniti d'America nel marzo del 1867 con lo scopo di costruire un monumento a ricordo di Lincoln, ma non fu scelto un sito fino al 1901, quando fu individuata un'area che allora era paludosa. Il Congresso autorizzò formalmente la costruzione del monumento il 9 febbraio del 1911 e la posa della prima pietra ebbe luogo il giorno del compleanno di Lincoln, il 12 febbraio 1914.
Il monumento fu inaugurato con una cerimonia dal presidente della Corte Suprema degli Stati Uniti d'America William Howard Taft il 30 maggio 1922 alla presenza dell'unico figlio del presidente ancora in vita, Robert Todd Lincoln.
L'edificio è realizzato in granito dell'Indiana e marmo di Yule, quest'ultimo proveniente dalle cave di Marble in Colorado. La statua di Lincoln esposta all'interno è fatta di marmo georgiano, proveniente dalle cave di Tate in Georgia.
Nel 1923 l'architetto e designer Henry Bacon ricevette la medaglia d'oro dell'American Institute of Architects, il più alto riconoscimento professionale, per il progetto del Lincoln Memorial. Inizialmente posto sotto l'amministrazione dell'ufficio per gli edifici e i parchi pubblici, il monumento fu trasferito in gestione al National Park Service il 10 agosto del 1933.

## Edificio
Contrariamente allo stile trionfalmente romano della maggior parte di Washington, il monumento assume le forme severe di un tempio greco dorico. È un periptero dotato di trentasei massicce colonne, alte dieci metri, che circondano la cella. Successivamente alla progettazione, le trentasei colonne previste dal progetto vennero immaginate come il simbolo dei trentasei stati che componevano gli USA ai tempi della morte di Lincoln e i loro nomi furono scolpiti sulla trabeazione, alla sommità di ogni colonna. I nomi dei quarantotto stati dell'Unione al momento del completamento del Lincoln Memorial sono incisi sulle pareti esterne e una targa commemorativa, posta ai piedi della scalinata, ricorda l'ammissione degli ultimi due stati, l'Alaska e le Hawaii.

### Interno

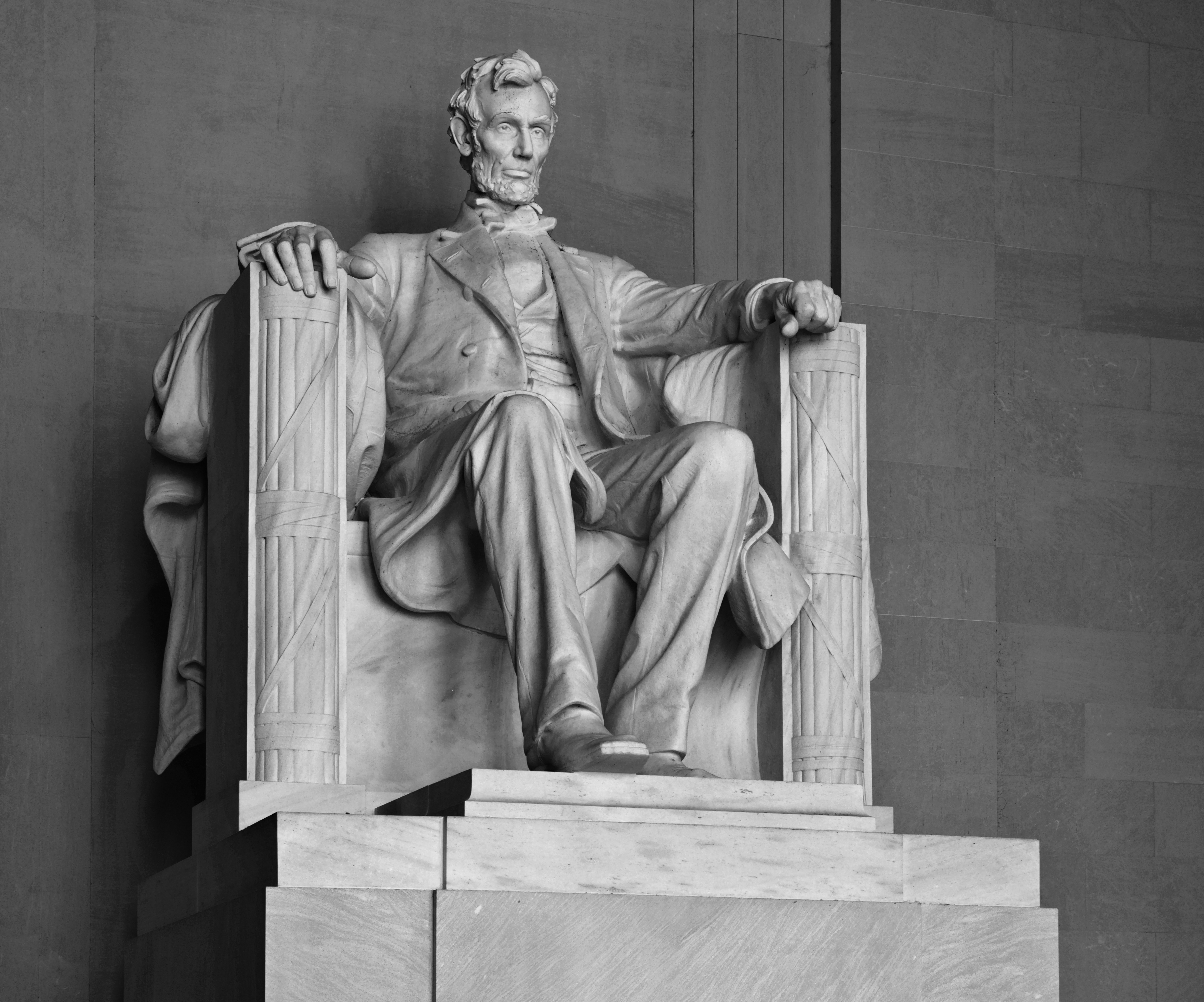
Statua Abraham Lincoln (French 1920).

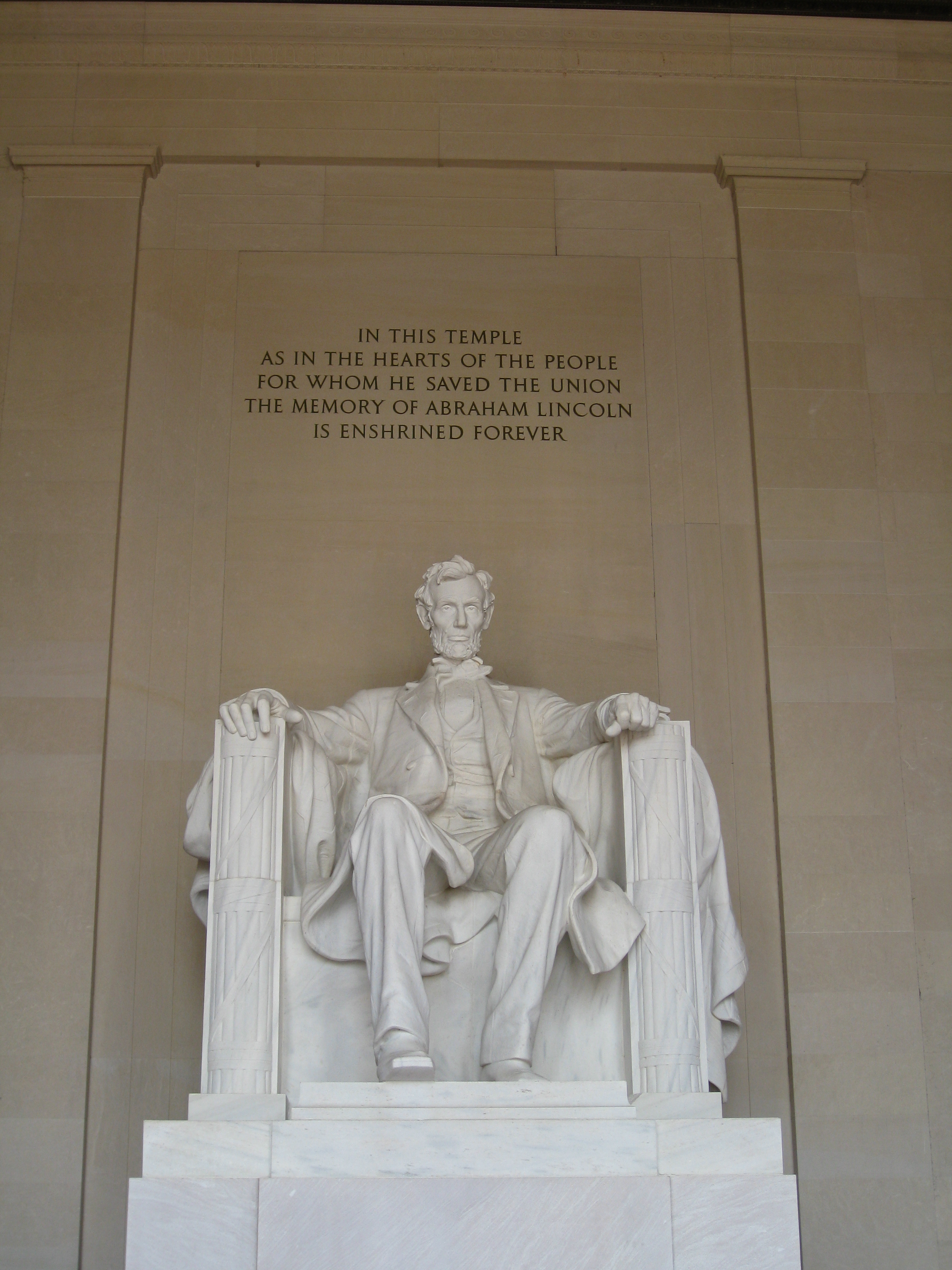
Vista frontale. È visibile l'iscrizione dedicatoria

L'ispirazione principale per il progetto del Lincoln Memorial fu il Tempio di Zeus a Olimpia. Il centro focale del monumento è la grande scultura di Daniel Chester French che raffigura Lincoln seduto su un trono. French studiò accuratamente molte delle fotografie di Mathew Brady che raffiguravano Lincoln e ritrasse il presidente assorto e pensieroso, con lo sguardo simbolicamente rivolto verso est, dove, al di là della Reflecting Pool, si trova il simbolo dell'Unione: il monumento a Washington.
Sul suo trono sono scolpiti in rilievo due fasci littori, simboli dell'autorità della repubblica. La statua è alta sei metri ed è stata ricavata da ventotto blocchi di marmo bianco della Georgia.
In alto, sul muro dietro la scultura, è visibile un'iscrizione dedicatoria:
Altre iscrizioni si trovano sulle pareti della cella. Sulla parete sud è riprodotto il famoso Discorso di Gettysburg, mentre sulla parete nord è iscritto il secondo discorso inaugurale del presidente. In uno di questi discorsi la parola “Future”, per errore, fu scritta con una E iniziale invece di una F e si dovette perciò procedere ad una stuccatura che è tuttora visibile.
Al di sopra delle iscrizioni vi sono una serie di affreschi dipinti dal pittore Jules Guerin. Gli affreschi rappresentano un angelo, simbolo della verità, la liberazione degli schiavi (sulla parete sud, sopra il discorso di Gettysburg) e l'unità del Nord e del Sud degli Stati Uniti (sulla parete nord, sopra il secondo discorso inaugurale).

## Eventi legati al monumento
Nel 1939 alla cantante lirica afro-americana Marian Anderson fu rifiutato il permesso di esibirsi a Constitution Hall a causa del colore della sua pelle. Dietro suggerimento di Eleanor Roosevelt, moglie del presidente Franklin Delano Roosevelt, il segretario agli affari interni Harold L. Ickes organizzò un'esibizione della cantante sui gradini del Lincoln Memorial per un pubblico di oltre settantamila persone oltre a una trasmissione radio nazionale.
Il 28 agosto del 1963 il Lincoln Memorial ospitò una delle più grandi manifestazioni politiche della storia americana, la Marcia su Washington per il lavoro e la libertà che rappresentò il punto più alto del movimento per i diritti civili negli anni sessanta. Si stima che circa 250.000 persone parteciparono alla manifestazione, durante la quale Martin Luther King pronunciò il suo memorabile discorso che cominciava con le parole “I have a dream”, davanti al monumento dedicato al presidente che aveva proclamato l'emancipazione degli schiavi neri cento anni prima. Anche la polizia di Washington apprezzò la scelta del sito perché essendo circondato su tre lati da acqua ogni incidente poteva essere facilmente contenuto. Una speciale mattonella, posta sui gradini del monumento, ricorda il luogo esatto dal quale King pronunciò il famoso discorso.

## Leggende urbane
Ci sono numerose leggende urbane legate al monumento a Lincoln. Secondo alcuni la faccia del generale Robert Edward Lee è scolpita sul retro della statua di Lincoln.
Secondo un'altra diffusa leggenda Lincoln è raffigurato in modo da comporre con le mani le sue iniziali con la lingua dei segni. In effetti la mano sinistra del presidente è una A e la destra una L nella lingua dei segni usata dai sordi. Il National Park Service ha dichiarato che nessuna di queste storie risponde a verità. Lo storico statunitense Gerald Prokopowicz ha scritto che, anche se non è dimostrato che lo scultore Daniel Chester French abbia intenzionalmente scolpito le mani di Lincoln per formare le sue iniziali con la lingua dei segni, è pur sempre possibile che la leggenda sia veritiera, visto che French conosceva la lingua dei segni americana e forse voleva omaggiare Lincoln per aver autorizzato un'università speciale per studenti sordi.

## Il Lincoln Memorial nella monetazione degli USA
Il Lincoln Memorial compare sul verso delle monete da un centesimo di dollaro che raffigurano il volto di Lincoln sul retro. L'edificio compare anche sul verso della banconota da cinque dollari, sul cui recto compare un ritratto di Lincoln.